# Новослободск
Новослободск — село в Думиничском районе Калужской области России.

## История
Посёлок образован в 1960 году, когда рядом с деревней Слободка началось строительство фосфоритного комбината, и для его будущих работников были построены первые дома. Первоначально, до 1975, населённый пункт назывался посёлок Слободо-Которецкого фосфоритного рудника, посёлок Слободка.
Комбинат работал с января 1962 по 1967 г., потом был закрыт как неперспективный (из-за низкого содержания в руде фосфоритов и малой толщины пласта). В 1968 его здания и сооружения переданы московскому авиационному заводу.
Указом Президиума ВС РСФСР от 31 января 1975 г. «О переименовании некоторых населённых пунктов Калужской области» переименован в пос. Новослободск..
В 1980-х годах была разрушена часть железнодорожного полотна и построена плотина с отходным коллектором. Пруд использовался в качестве места отдыха для сотрудников комбината. На сегодняшний день пруд считается пересохшим. По дну пруда течёт речка, существовавшая до постройки плотины.
5 октября 1941 года деревня Слободка была оккупирована фашистскими войсками. Всё население населённого пункта было эвакуировано в город Дубна Тульской области. В феврале 1942 года Красная Армия подошла к границам Думиничского района, и 5 марта Слободка была освобождена.
В 1942 году погиб уроженец деревни Слободка — Иван Петрович Сидоренко, удостоен звания героя СССР.

## Предприятия и организации
- Новослободский дом-интернат для престарелых и инвалидов
- Новослободская средняя школа
- Новослободская участковая больница Думиничской ЦРБ с палатой сестринского ухода на 25 мест
- Новослободский цех МУП «Думиничский хлебокомбинат»
- Новослободский участок ГУП «Калугаоблводоканал»

## Разное

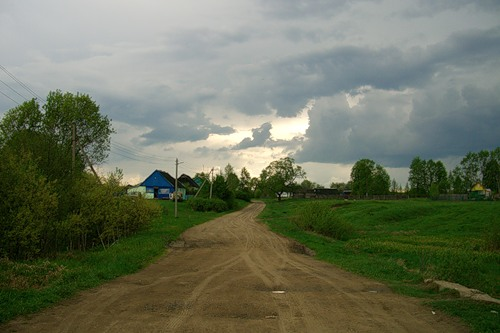
Дорога с поселка

Около посёлка до сих пор стоит деревня Слободка. Там протекает приток Жиздры — река Драгожань. Эта река вытекает из огромных хвойных лесов маленьким ручьём.
До развала СССР в поселке стоял завод по производству металлических приспособлений.
Жители деревни выращивают овощи и фрукты (огурцы, помидоры, яблоки, картофель), а также рогатый скот (козы, овцы).
Имеется школа, клуб, дом-интернат для престарелых, медпункт.
По сведениям 1859 года в деревне стояла почтовая станция.

## Фотографии села

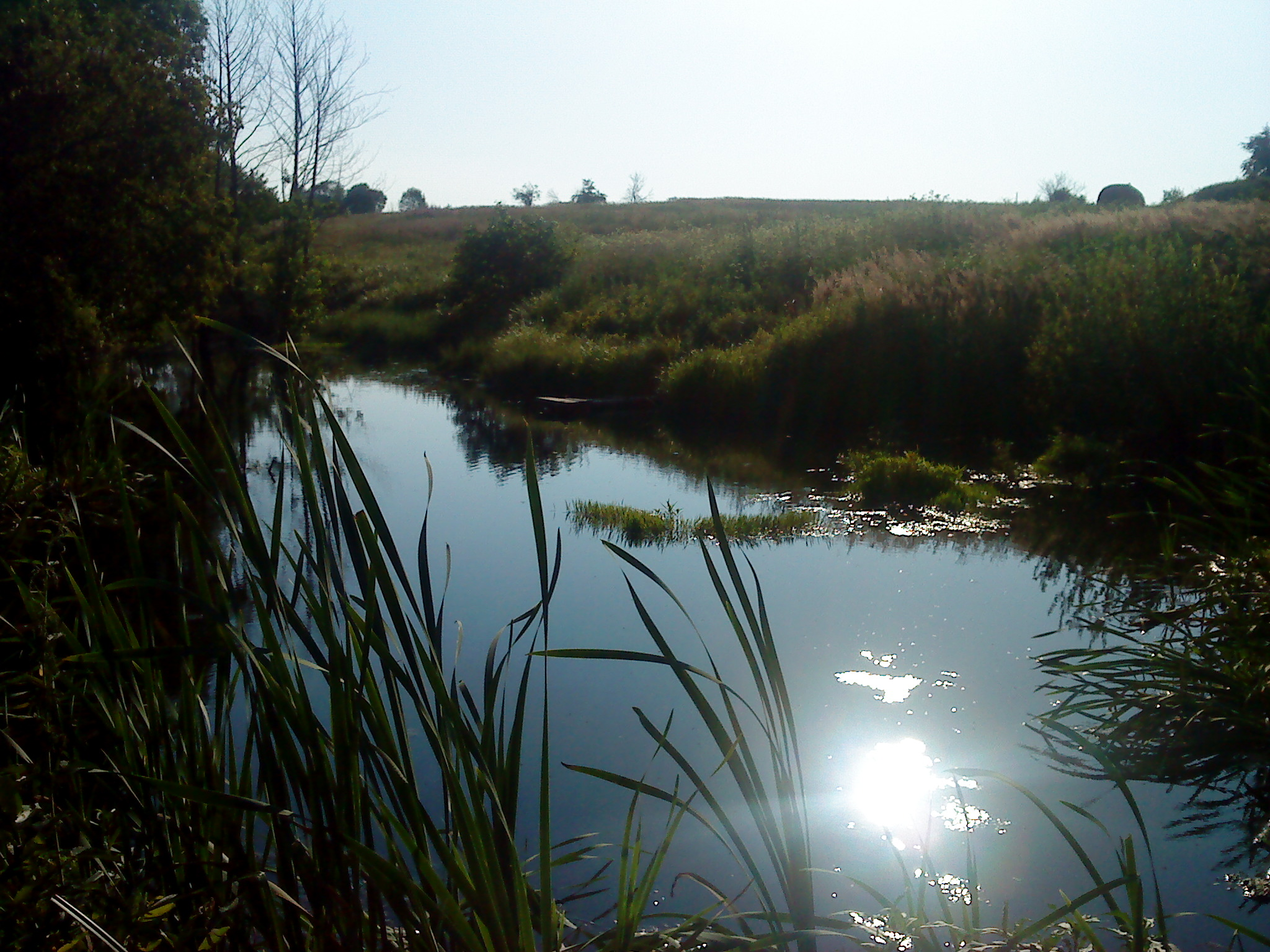
Слобожанка
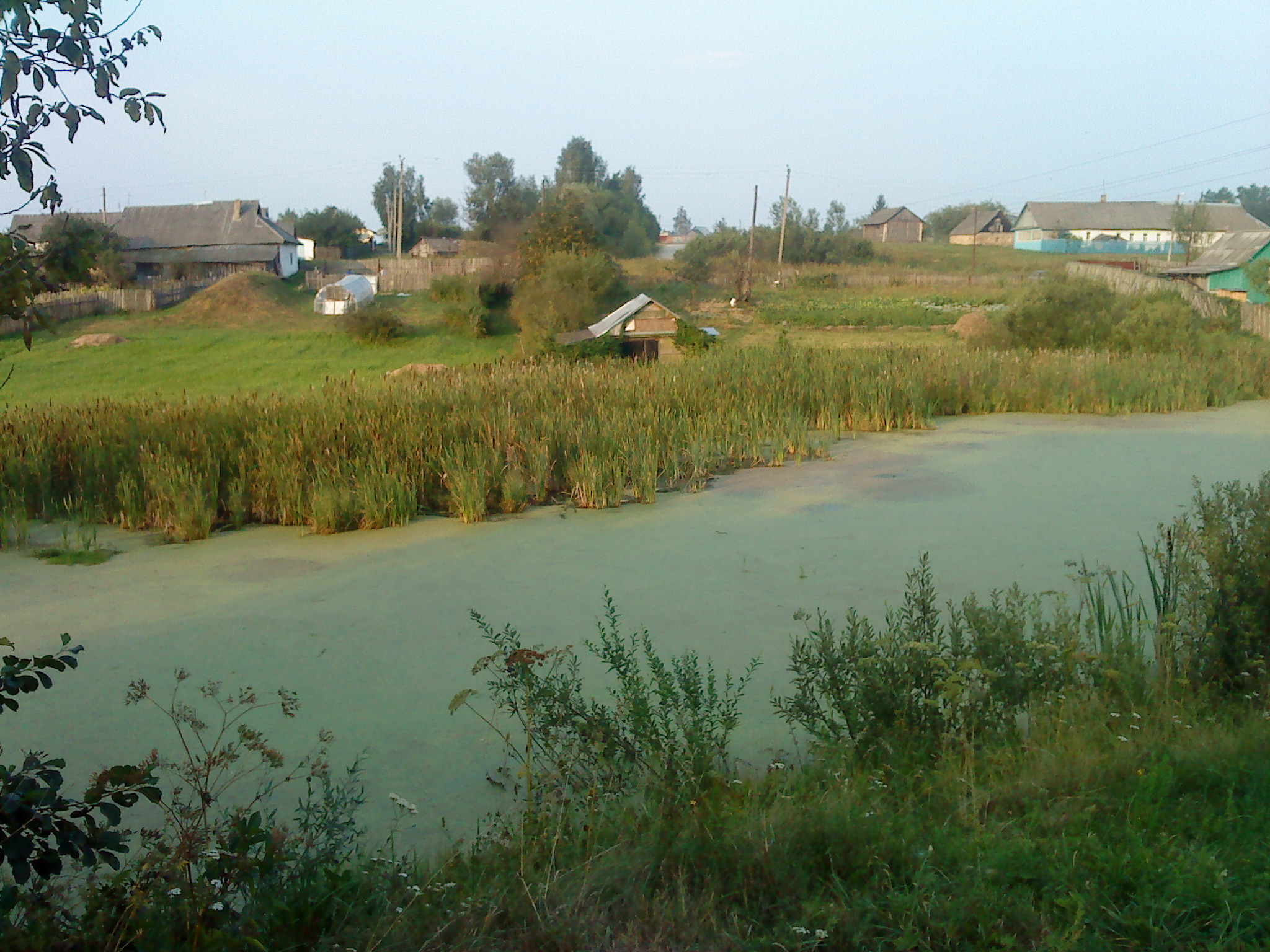
Слобожанка
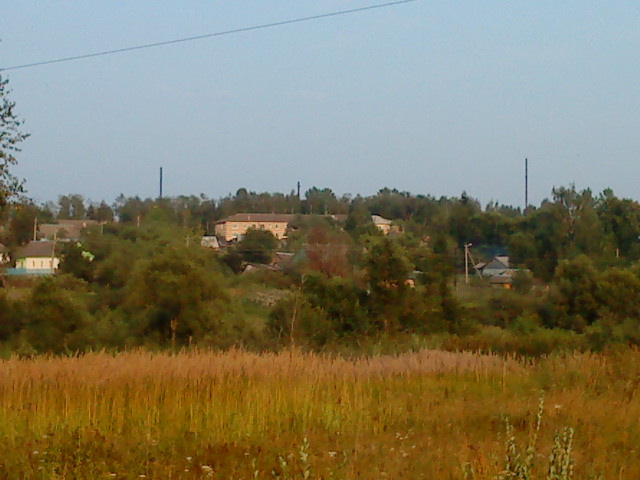
посёлок Новослободск
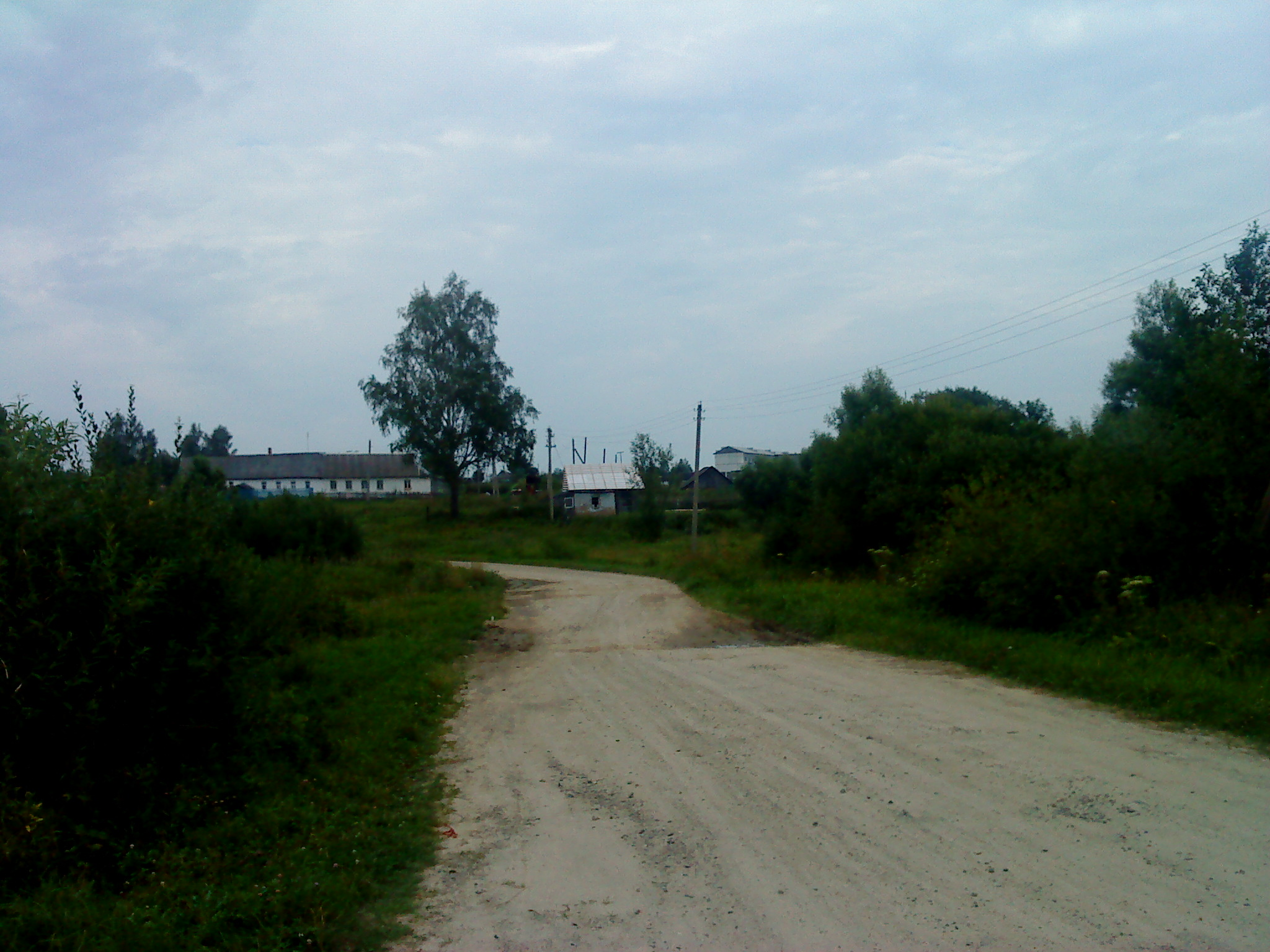
улица Большак
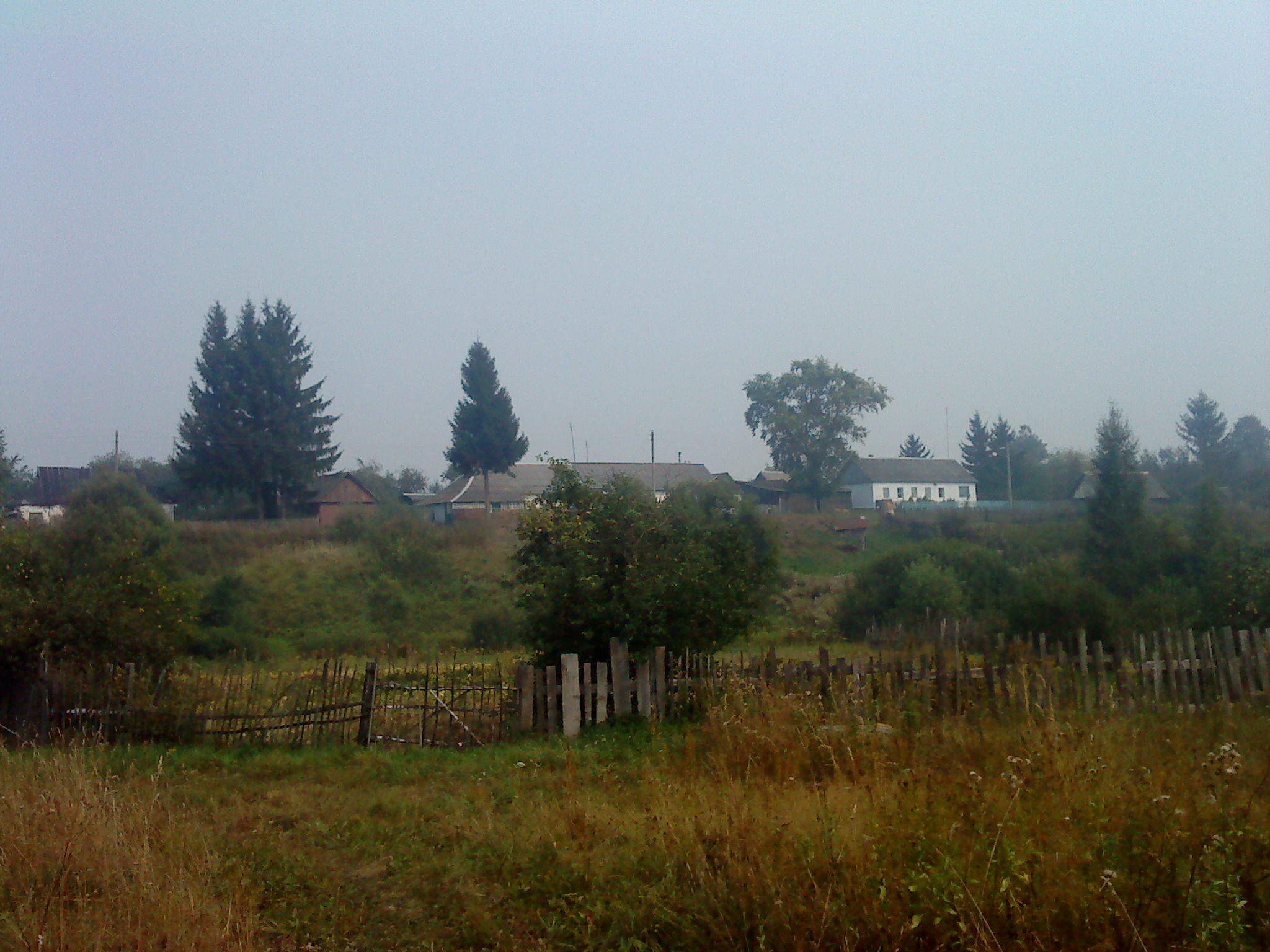
деревня Слободка
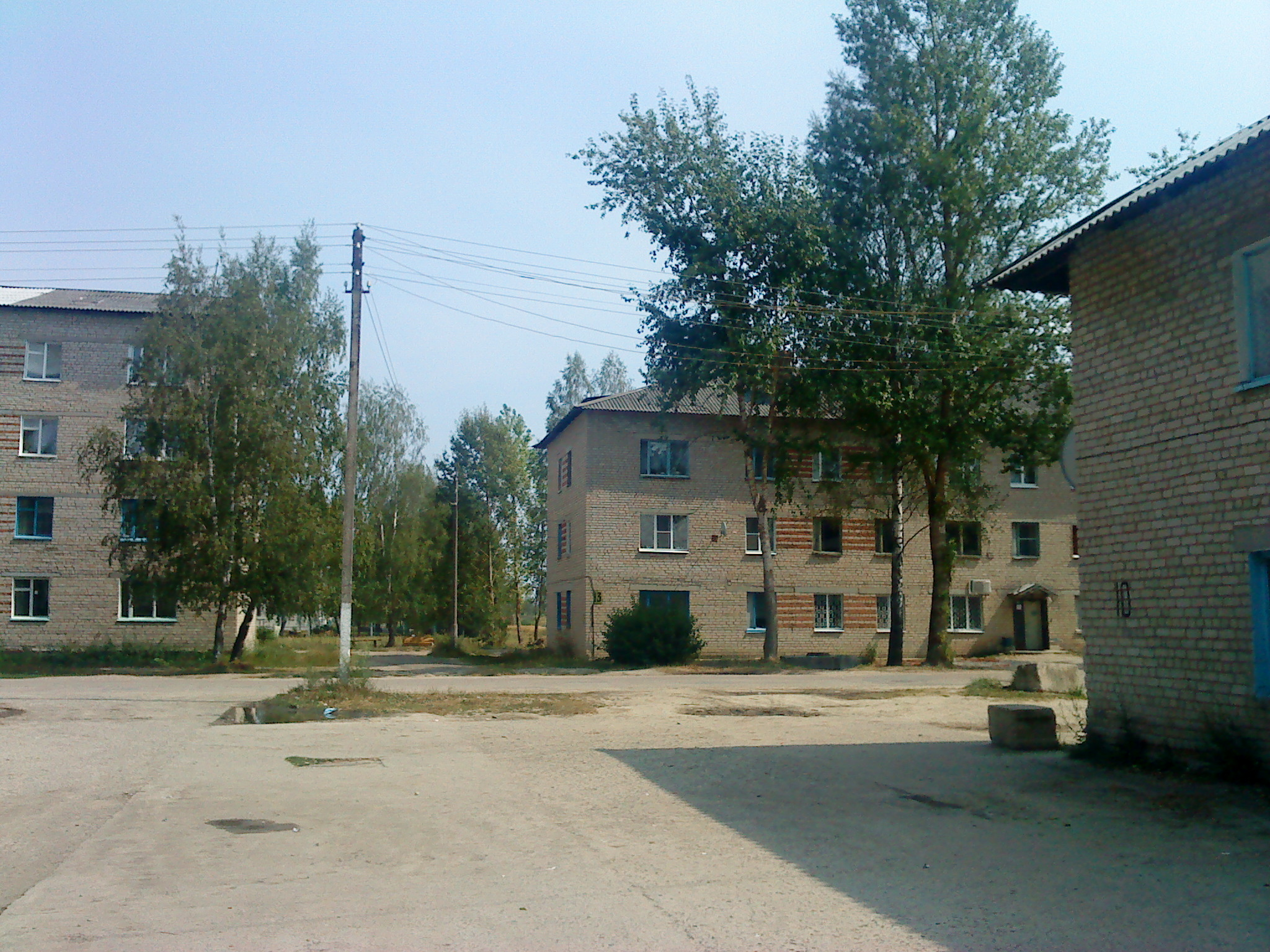
дома Новослободска
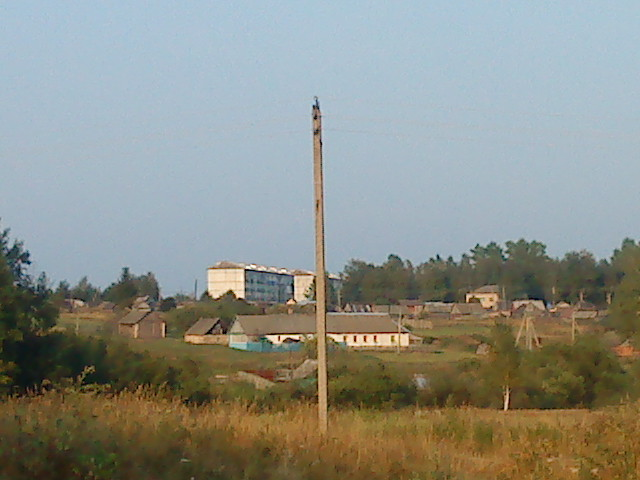
вид на посёлок
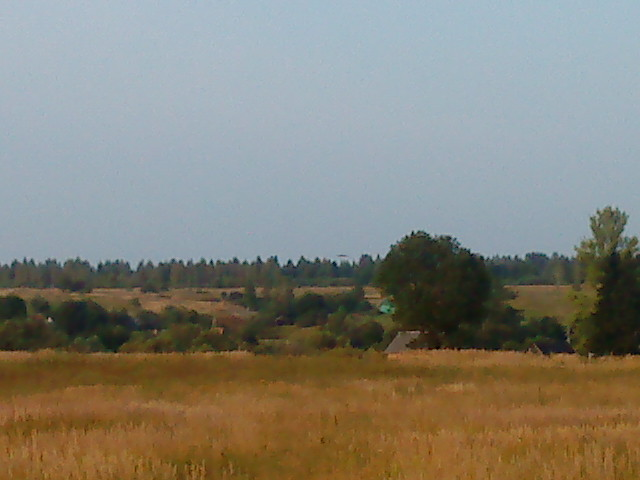
окрестные поля
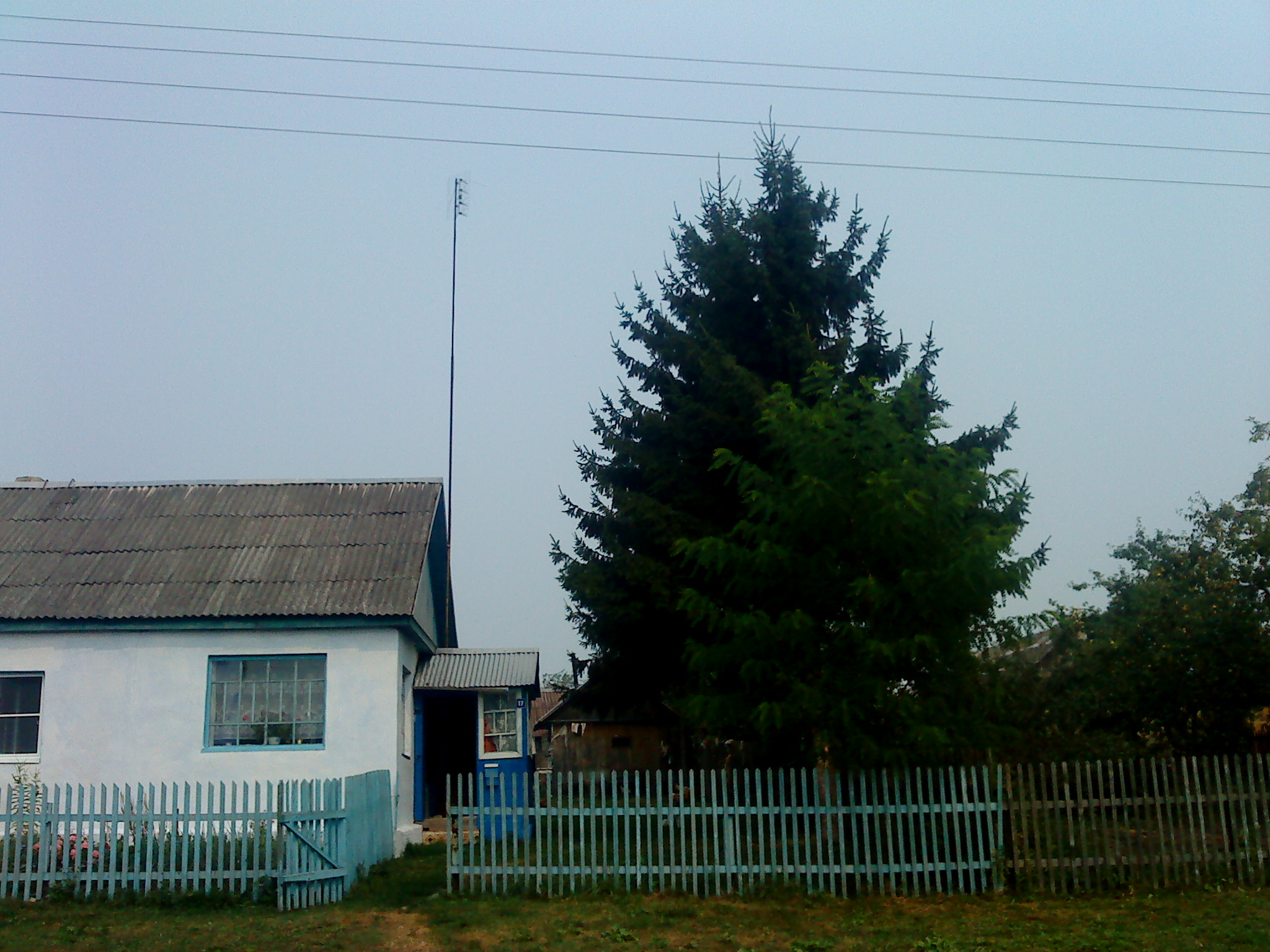
дома
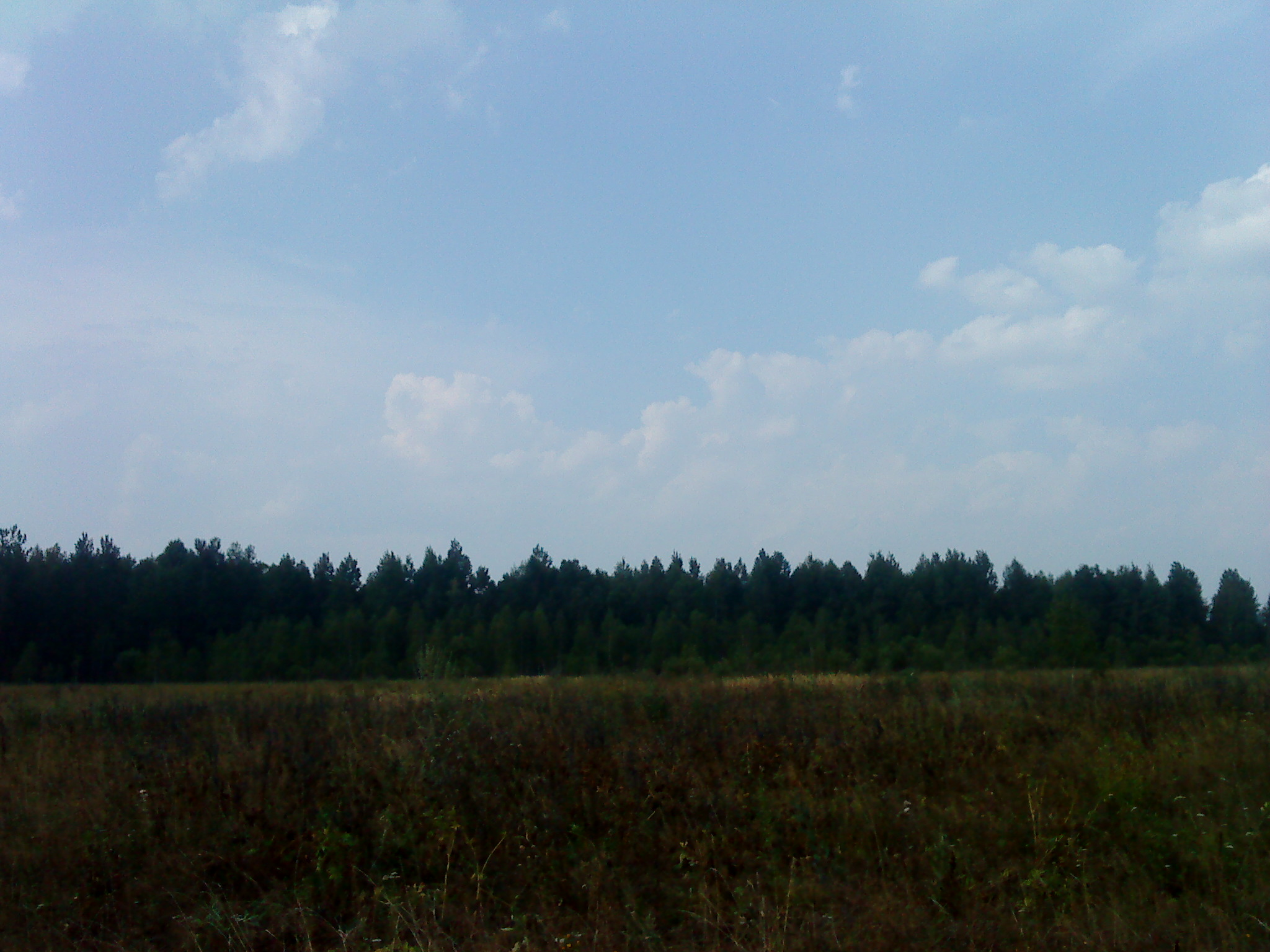
лес
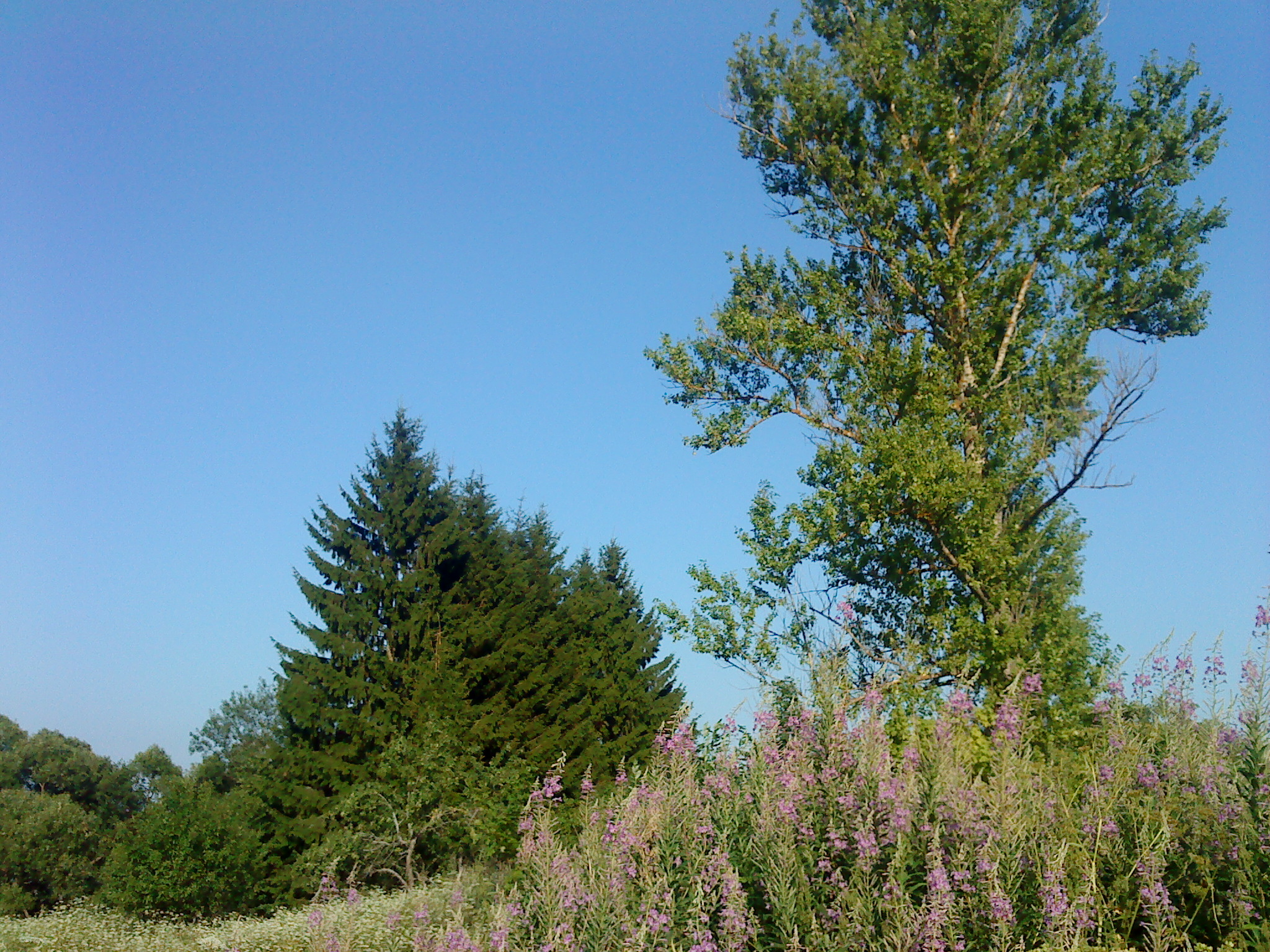
природа
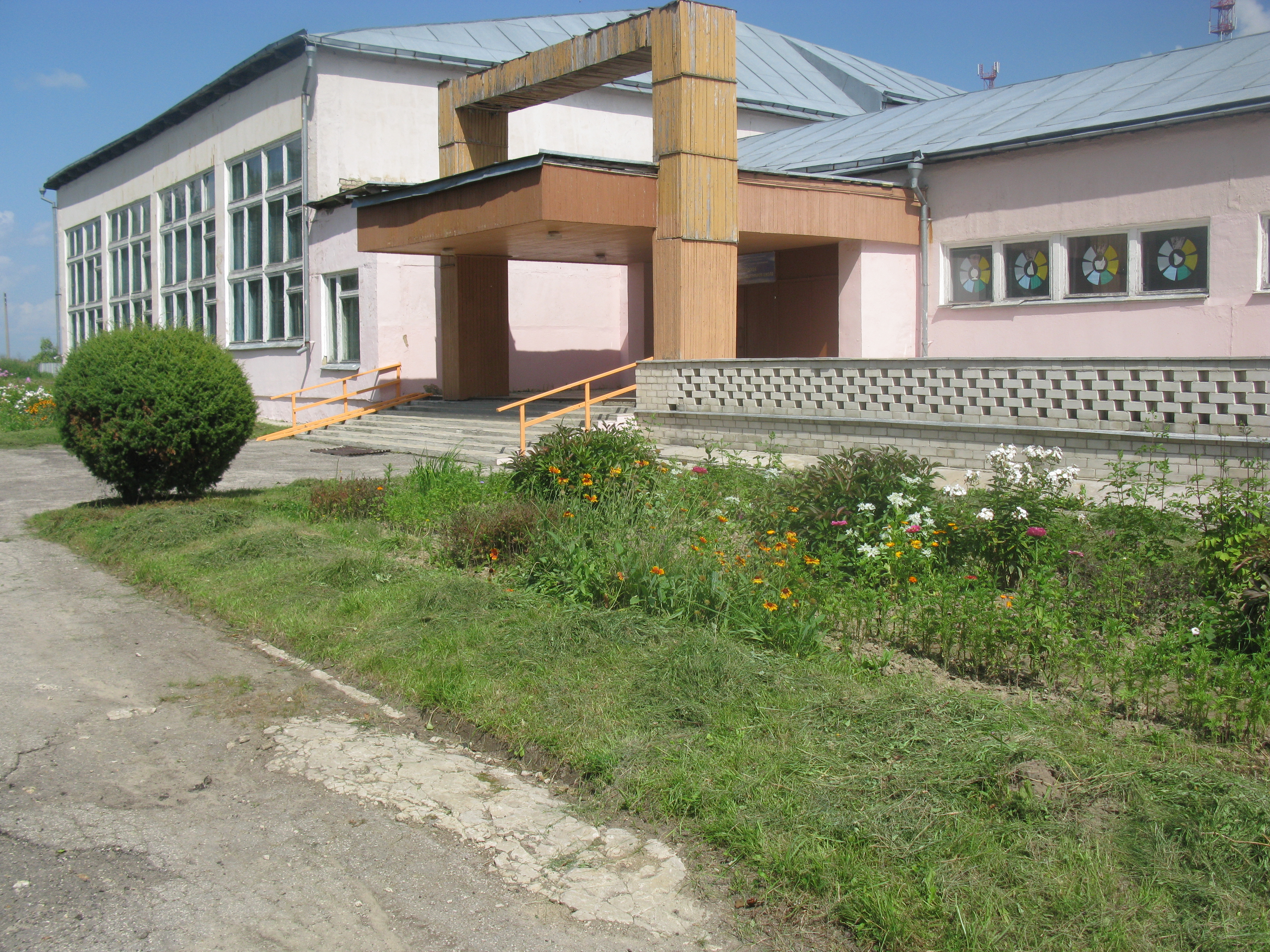
школа
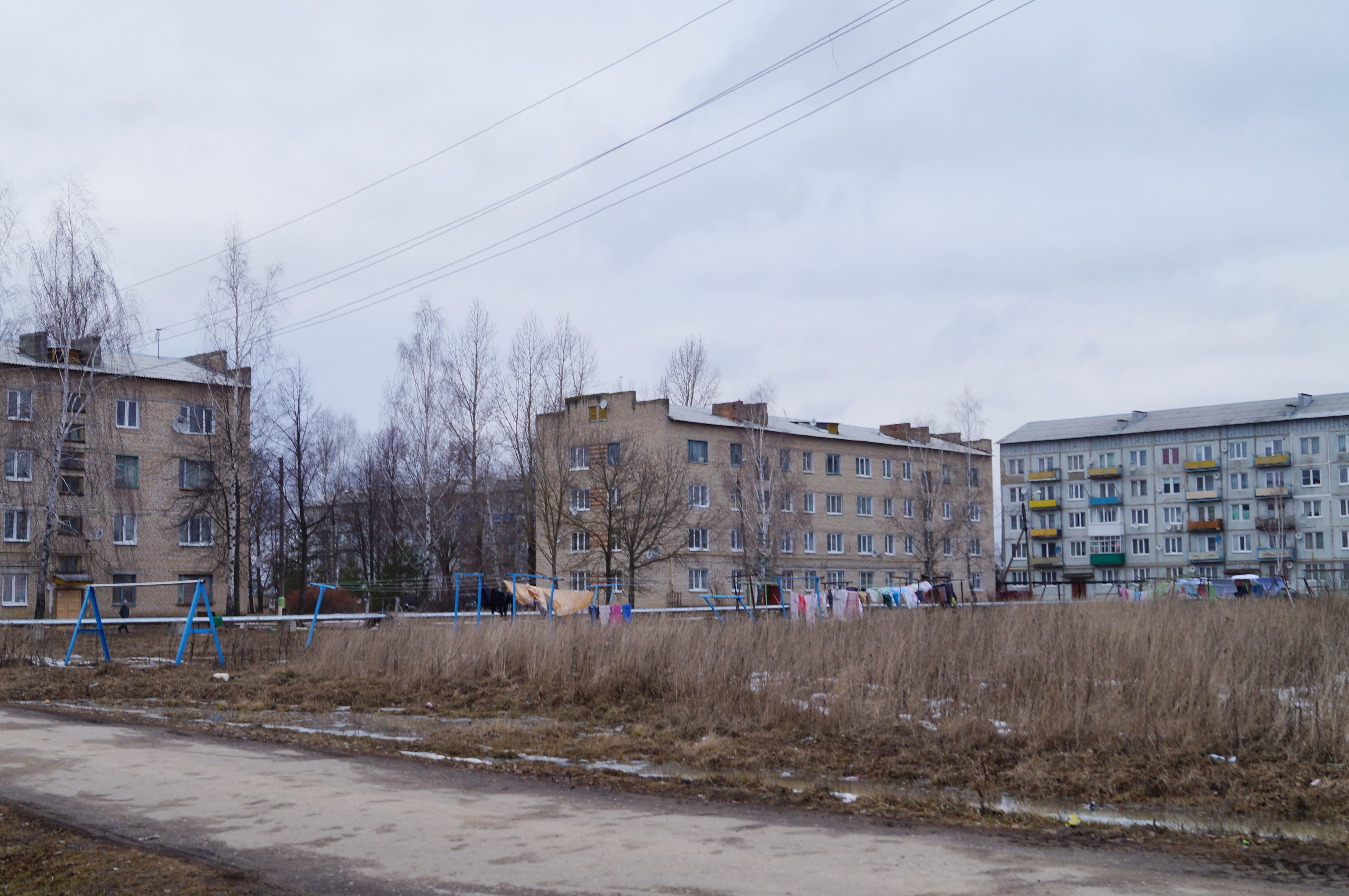
жилые дома
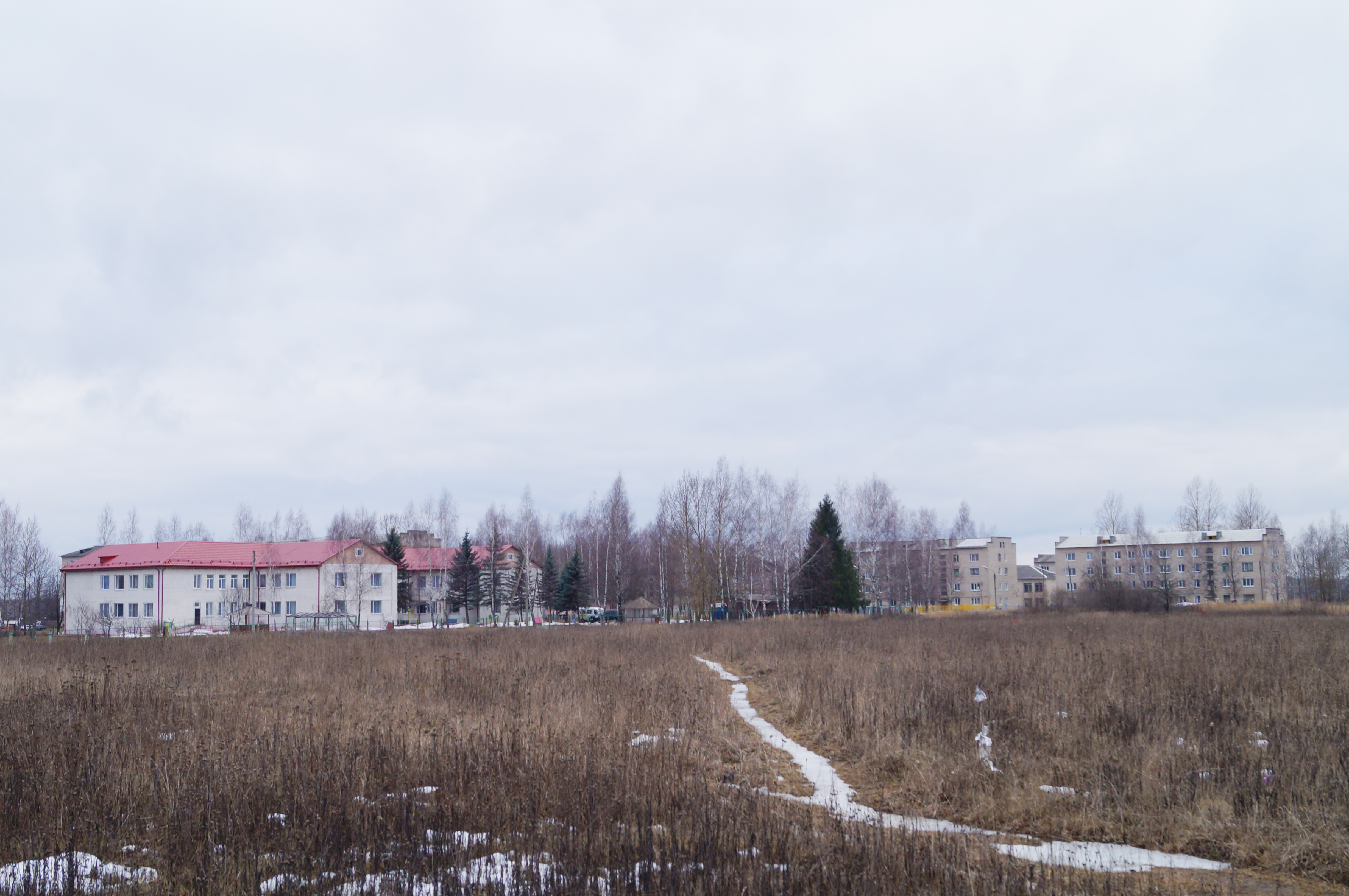
вид с дороги
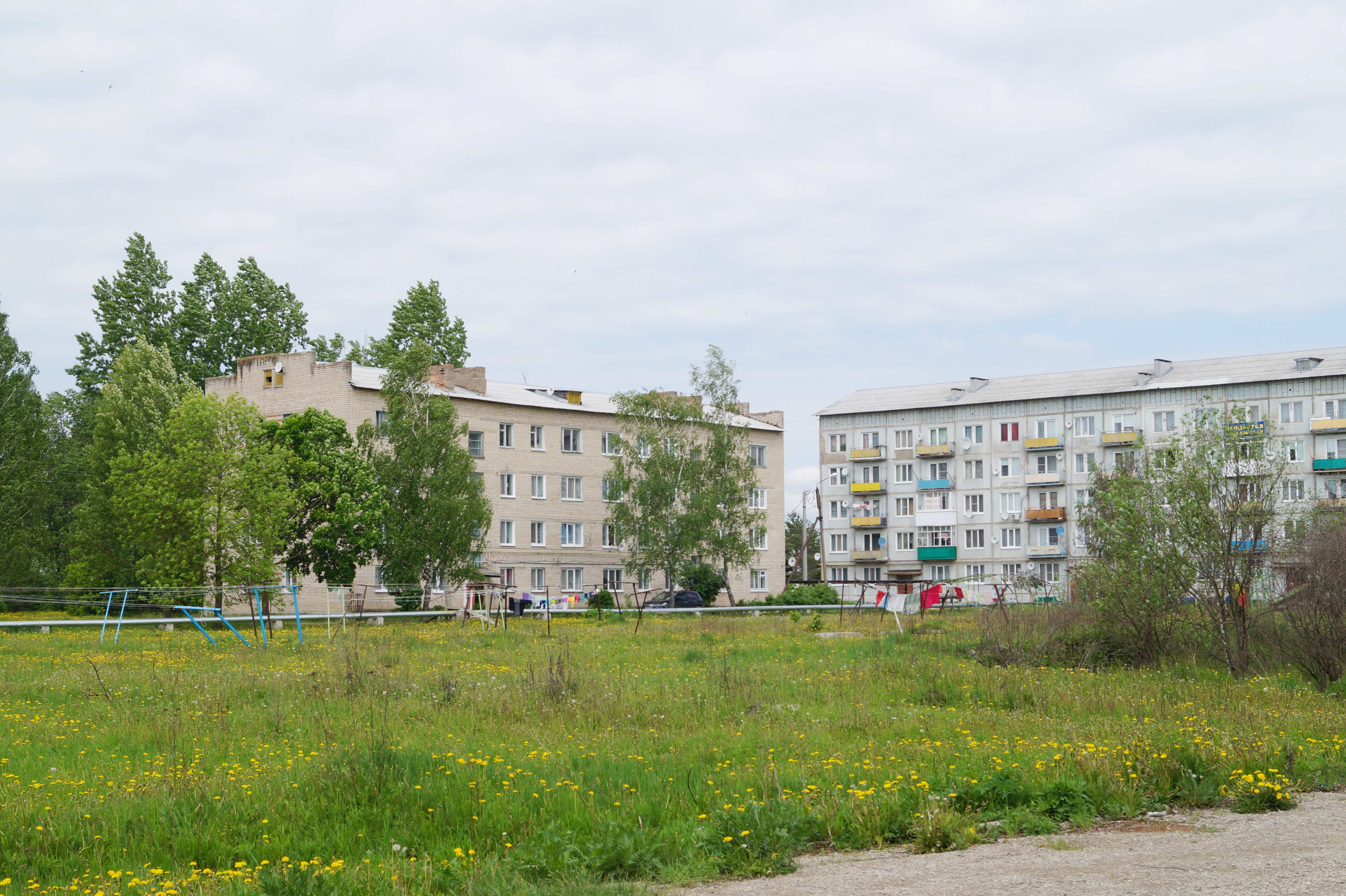
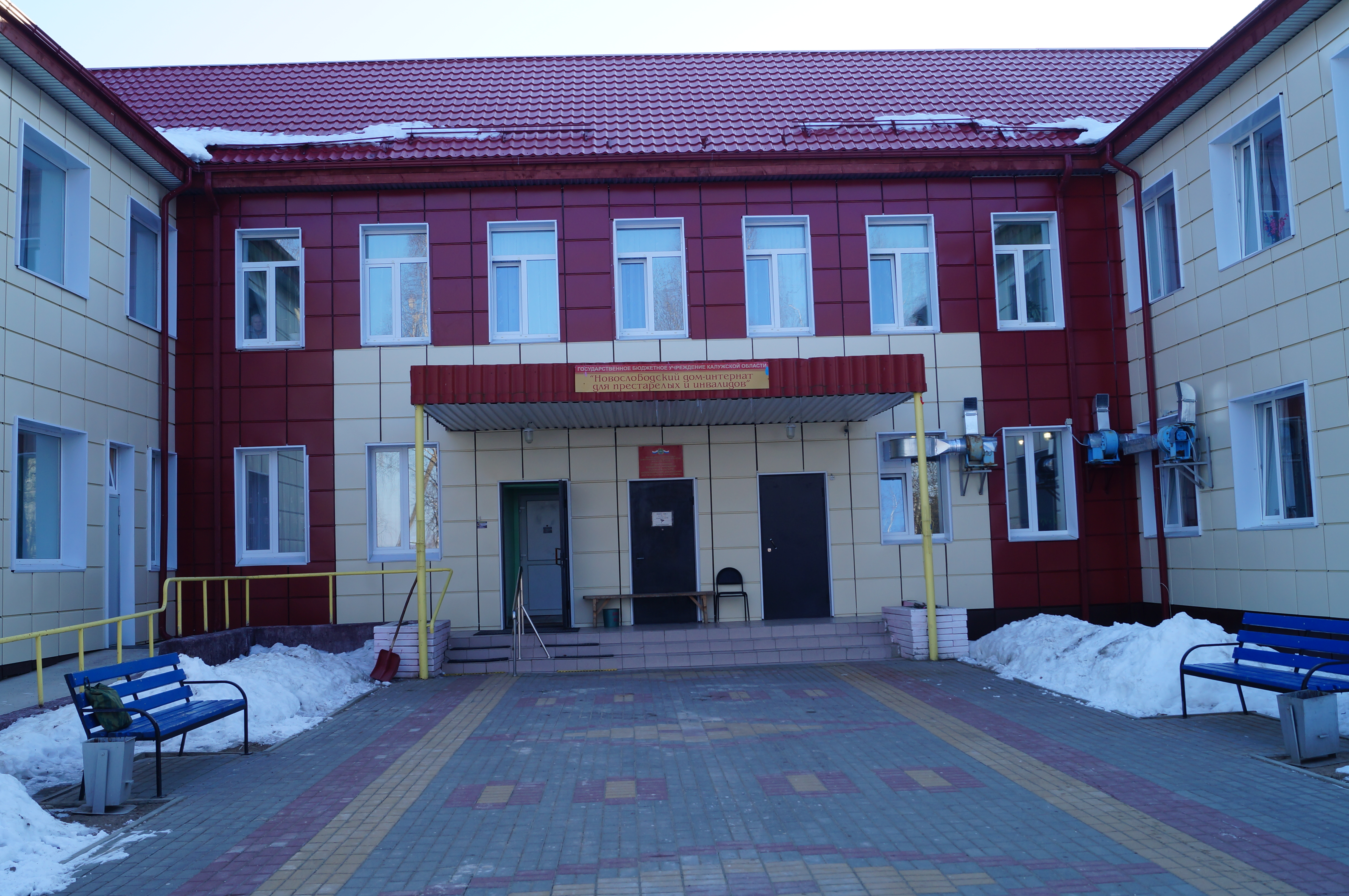
Дом-интернат
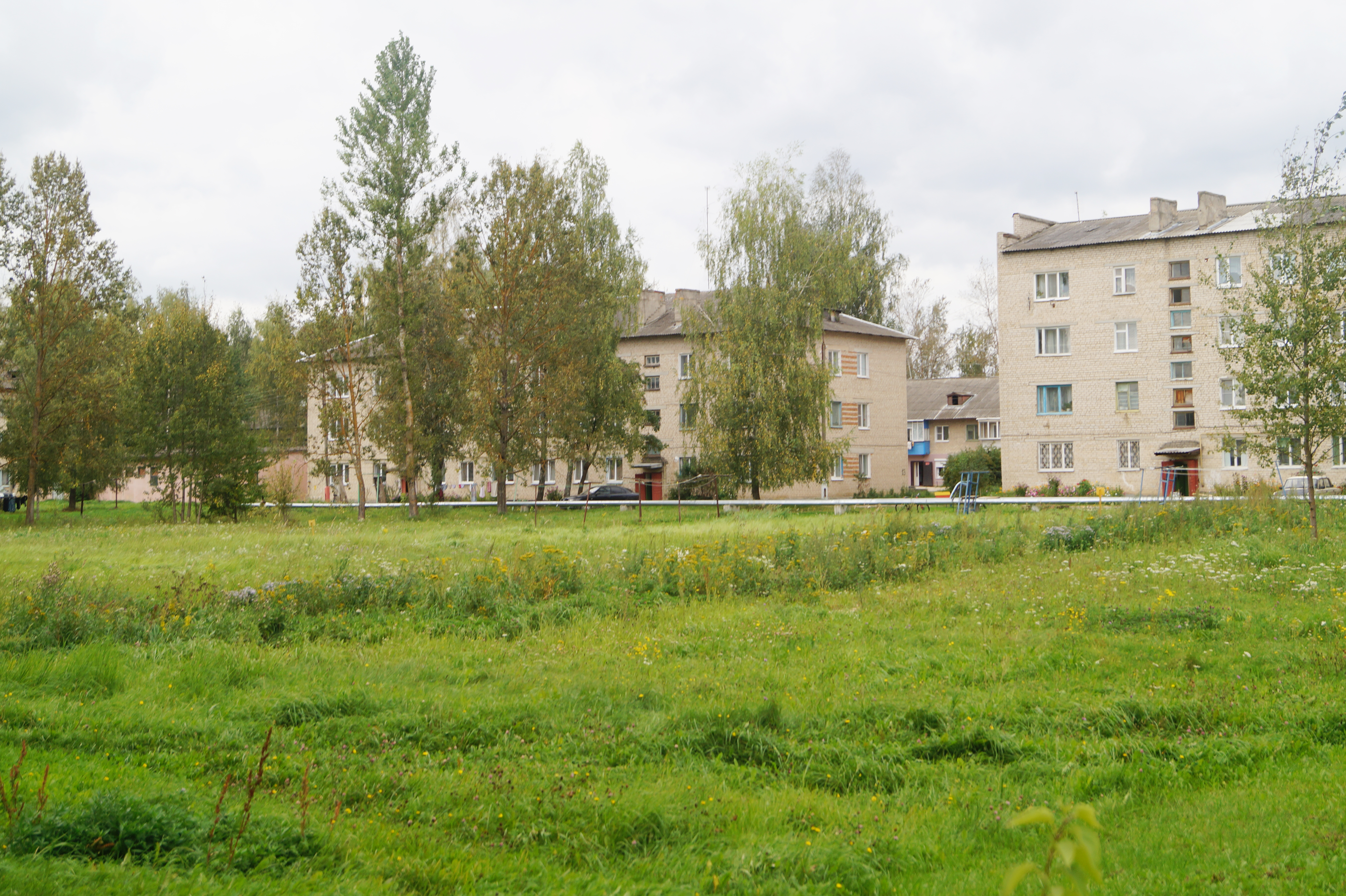
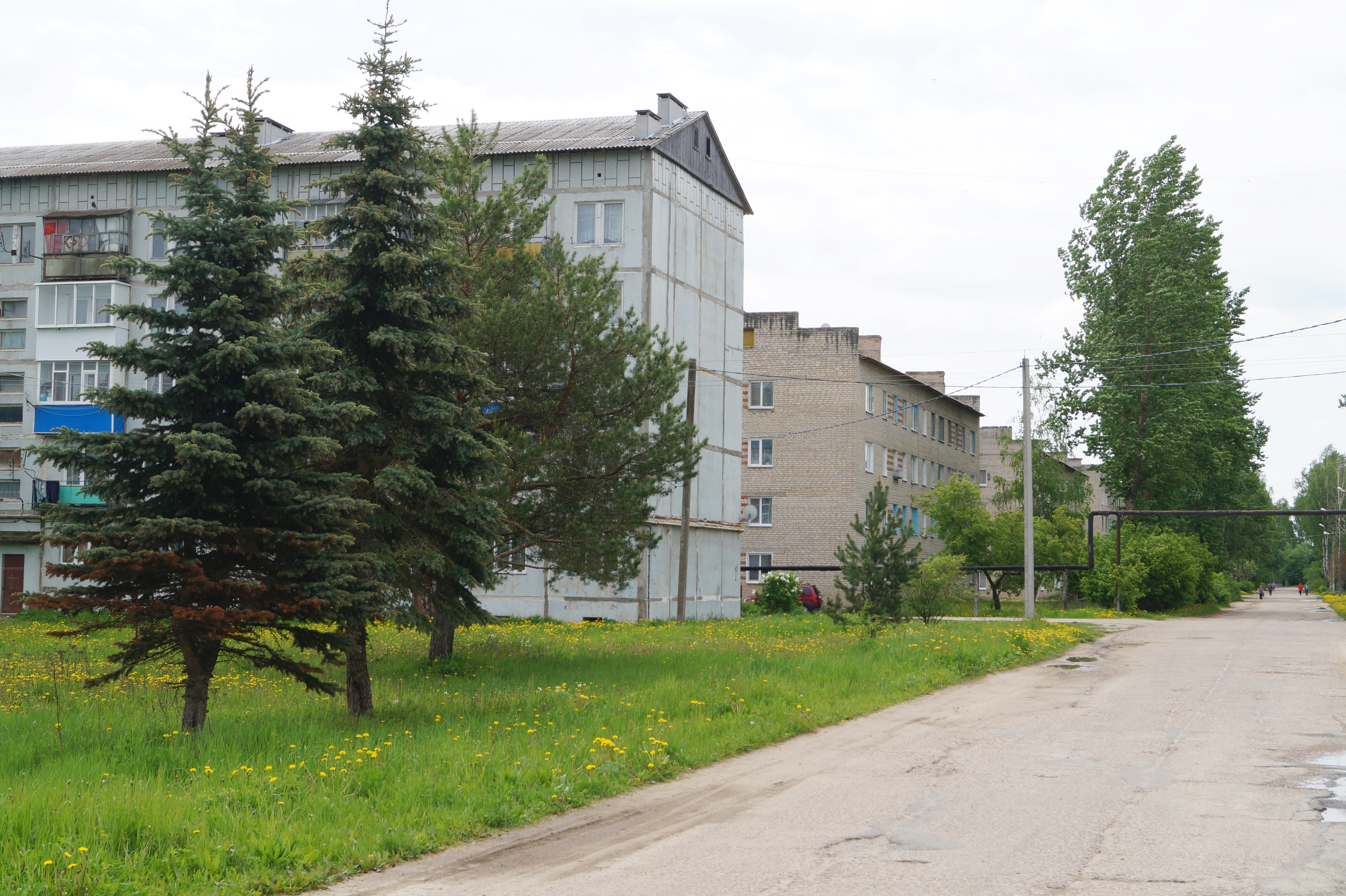
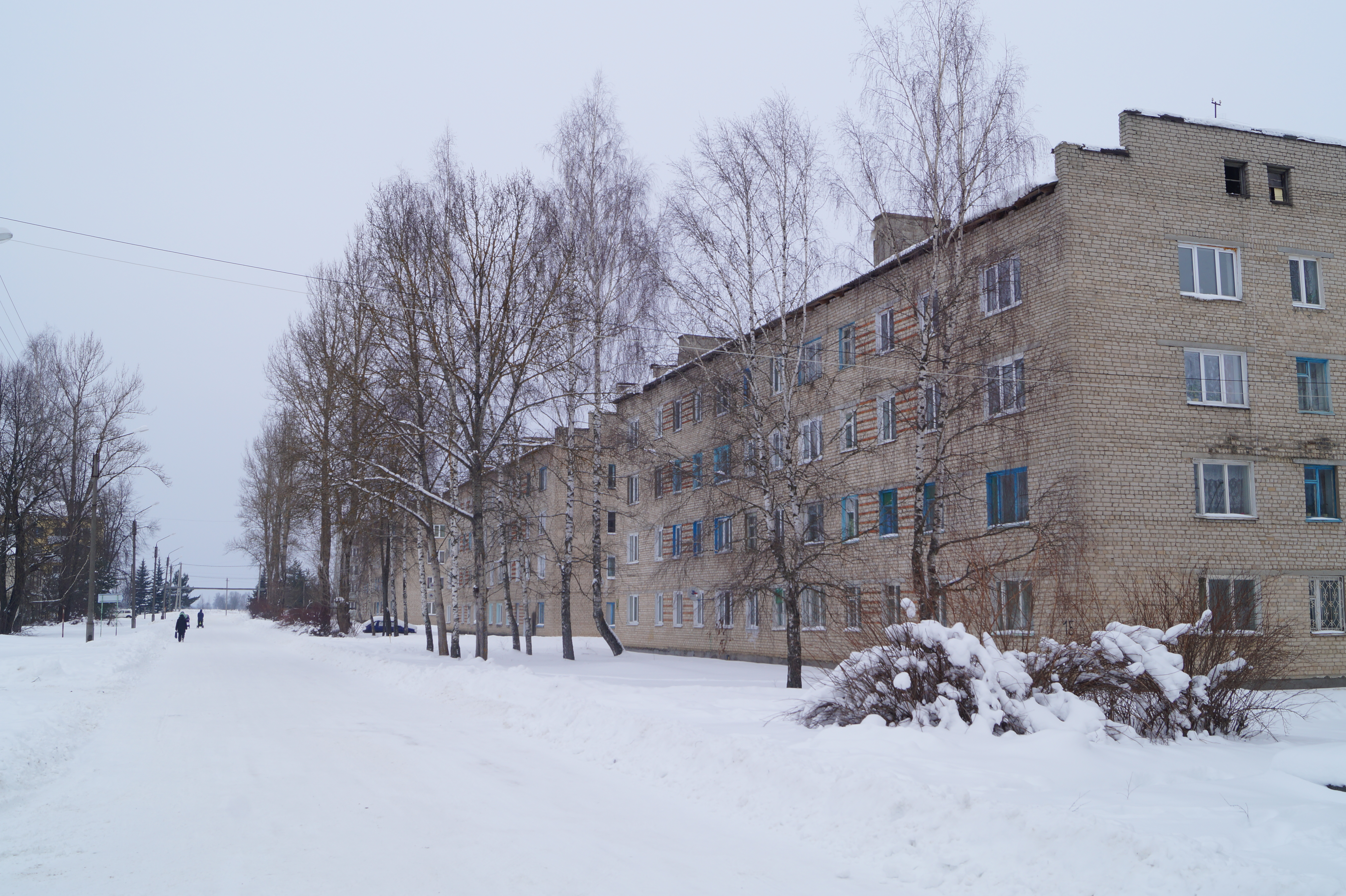